# Sobresaliente
Sobresaliente es una película española de comedia estrenada en 1953, coescrita y dirigida por Luis Ligero y protagonizada en el papel principal por su padre Miguel Ligero.

## Sinopsis
Juanito pone en riesgo la felicidad de su hermano menor Ricardo, al que cuida como si fuera su padre.

## Reparto
- Miguel Ligero
- Rosita Yarza
- Alfonso Estela
- Blanca Pozas
- Alberto Romea
- Ana de Siria
- Pedro Pablo Ayuso
- Valeriano Andrés
- Rafael Arcos
- Juanita Mansó
- Encarna Paso
- Xan das Bolas
- José Franco
- Manuel Arbó
- Carlos Rufart
- Juan Cazalilla